# Cerodrillia verrillii
Cerodrillia verrillii är en snäckart som först beskrevs av Dall 1881.  Cerodrillia verrillii ingår i släktet Cerodrillia och familjen Drilliidae. Inga underarter finns listade i Catalogue of Life.